# Колядовская волость
Коля́довская во́лость — историческая административно-территориальная единица Старобельского уезда Харьковской губернии с центром в слободе Колядовка.
По состоянию на 1885 год состояла из 6 поселений, 6 сельских общин. Население — 10392 человека (5037 мужского пола и 5355 — женского), 1542 дворовых хозяйства.
|                        | Площадь, десятин | В том числе пахотной, дес. |
| ---------------------- | ---------------- | -------------------------- |
| Сельских общин         | 35504            | 16690                      |
| Частной собственности  | —                | —                          |
| Казенной собственности | —                | —                          |
| Другой собственности   | 282              | 94                         |
| В целом                | 35786            | 16784                      |

Основные поселения волости по состоянию на 1885 год:
- Колядовка — бывшая государственная слобода при реке Евсуг в 35 верстах от уездного города, 2963 человека, 364 дворовых хозяйства, православная церковь, школа, лавка, ежегодная ярмарка.
- Алексеевка — бывшее государственное село при реке Евсуг, 2453 человека, 376 дворовых хозяйств, православная церковь.
- Богдановка — бывшая государственная слобода, 1335 человек, 212 дворовых хозяйств, православная церковь.
- Волкодавка — бывшее государственное село при реке Журавка, 1633 человека, 218 дворовых хозяйств, православная церковь.
- Михайликовка — бывшее государственное село, 997 человек, 166 дворовых хозяйств, православная церковь.
- Тецкое — бывший государственный хутор, 1011 человек, 143 дворовых хозяйства.

Крупнейшие поселения волости по состоянию на 1914 год:
- слобода Колядовка — 4667 жителей;
- слобода Алексеевка — 3665 жителей;
- слобода Волкодаево — 2558 жителей;
- слобода Тецкое — 1669 жителей;
- слобода Михайликовка — 1462 жители.

Старшиной волости был Григорий Фёдорович Ткаченко, волостным писарем — Николай Иванович Кочеревский, председателем волостного суда — Тегран Миронович Матвиенко.